# Consiglio Ambiente
Il Consiglio Ambiente (ENV) è una delle formazioni con la quale si riunisce il Consiglio dell'Unione europea.

## Composizione
Il Consiglio "Ambiente" si riunisce circa quattro volte l'anno, è composto dai ministri per l'ambiente dei 27 Stati membri dell'Unione europea ed è responsabile della politica ambientale europea, compresa la protezione dell'ambiente, l'uso prudente delle risorse e la protezione della salute umana. Si occupa inoltre di questioni ambientali internazionali, in particolare nel settore del cambiamento climatico.
| Stato          | Membro Carica | Partito nazionale | Partito europeo | Gruppo parlamentare europeo |
| -------------- | --- | ----------------- | --------------- | --------------------------- |
| Unione europea | Virginijus Sinkevičius Commissario europeo per l'ambiente, gli oceani e la pesca                                          | LVŽS              | N.D.            | Verdi/ALE                   |
| Unione europea | Frans Timmermans Commissario europeo per il Green Deal europeo e Clima                                                    | PvdA              | PSE             | S&D                         |
| Germania       | Steffi Lemke Ministro dell'Ambiente, conservazione della natura, sicurezza nucleare e tutela dei consumatori              | Grüne             | PVE             | Verdi/ALE                   |
| Francia        | Christophe Béchu Ministro della Transizione ecologica                                                                     | Horizons          | N.D.            | Renew Europe                |
| Italia         | Gilberto Pichetto Fratin Ministro dell'ambiente e della sicurezza energetica                                              | FI                | PPE             | Gruppo PPE                  |
| Spagna         | Teresa Ribera Rodríguez Ministro per la Transizione ecologica e la Sfida demografica                                      | PSOE              | PSE             | S&D                         |
| Polonia        | Anna Moskwa Ministro del Clima                                                                                            | indipendente      | N.D.            | N.D.                        |
| Romania        | Mircea Fechet Ministro dell'Ambiente, delle Acque e delle Foreste                                                         | PNL               | PPE             | Gruppo PPE                  |
| Paesi Bassi    | Rob Jetten Ministero degli affari economici e della politica climatica                                                    | D66               | ALDE            | Renew Europe                |
| Belgio         | Zakia Khattabi Ministro dell'Ambiente e dello Sviluppo sostenibile                                                        | ECOLO             | PVE             | Verdi/ALE                   |
| Rep. Ceca      | Anna Hubáčková Ministro dell'Ambiente                                                                                     | KDU-ČSL           | PPE             | Gruppo PPE                  |
| Grecia         | Theodōros Skylakakīs Ministero dell'Ambiente e dell'Energia                                                               | ND                | PPE             | Gruppo PPE                  |
| Ungheria       | László Palkovics Ministro dell'innovazione nazionale e della tecnologia                                                   | indipendente      | N.D.            | N.D.                        |
| Portogallo     | Duarte Cordeiro Ministro dell'Ambiente e dell'Azione climatica                                                            | indipendente      | N.D.            | N.D.                        |
| Svezia         | Romina Pourmokhtari Ministro dell'Ambiente e del Clima                                                                    | L                 | ALDE            | Renew Europe                |
| Austria        | Leonore Gewessler Ministro per la Protezione del Clima, l'Ambiente, l'Energia, la Mobilità, l'Innovazione e la Tecnologia | Grüne             | PVE             | Verdi/ALE                   |
| Bulgaria       | Julian Popov Ministro dell'Ambiente e delle Acque                                                                         | indipendente      | N.D.            | N.D.                        |
| Finlandia      | Kai Mykkänen Ministro dell'ambiente e dei cambiamenti climatici                                                           | KOK               | PPE             | Gruppo PPE                  |
| Danimarca      | Magnus Johannes Heunicke Ministro dell'Ambiente                                                                           | SD                | PSE             | S&D                         |
| Slovacchia     | Milan Chrenko Vice Primo Ministro e Ministro dell'Ambiente                                                                | indipendente      | N.D.            | N.D.                        |
| Croazia        | Tomislav Ćorić Ministro dell'Economia e dello Sviluppo sostenibile                                                        | HDZ               | PPE             | Gruppo PPE                  |
| Irlanda        | Eamon Ryan Ministro per l'Ambiente, il Clima e le Comunicazioni                                                           | CG                | PVE             | Verdi/ALE                   |
| Lituania       | Simonas Gentvilas Ministro dell'Ambiente                                                                                  | LRLS              | ALDE            | Renew Europe                |
| Lettonia       | Māris Sprindžuks Ministro della Protezione dell'Ambiente e dello Sviluppo regionale                                       | AS                | N.D.            | N.D.                        |
| Slovenia       | Bojan Kumer Ministro dell'Ambiente, del Clima e dell'Energia                                                              | GS                | N.D.            | Renew Europe                |
| Cipro          | Petros Xenofōntos Ministero dell'Agricoltura, dello Sviluppo rurale e dell'Ambiente                                       | indipendente      | N.D.            | N.D.                        |
| Estonia        | Kristen Michal Ministro del Clima e dell'Ambiente                                                                         | ER                | ALDE            | Renew Europe                |
| Lussemburgo    | Carole Dieschbourg Ministro per l'Ambiente, il Clima e lo Sviluppo sostenibile                                            | DG                | PVE             | Verdi/ALE                   |
| Malta          | Miriam Dalli Ministero per l'Ambiente, l'Energia e l'Impresa                                                              | PL                | PSE             | S&D                         |

## Incarichi
Il Consiglio si occupa di protezione dell'ambiente, cambiamento climatico, uso prudente delle risorse e protezione della salute umana.
In questo senso, il Consiglio legifera assieme al Parlamento europeo in relazione a:
- protezione degli habitat naturali;
- pulizia dell'aria e dell'acqua pulite;
- corrette modalità di smaltimento dei rifiuti;
- sostanze chimiche tossiche;
- economia sostenibile.